# Cessaniti
Cessaniti (Kessanitòn, Κεσσανιτόν in greco bizantino) è un comune italiano di 2 870 abitanti della provincia di Vibo Valentia in Calabria. È un centro dell'entroterra vibonese posto a 428 metri di altitudine alle pendici nord-orientali del monte Poro (m 710). Il comune ha una vocazione agricola, le sue sei frazioni sono collocate sui due crinali paralleli con al centro il capoluogo. Nel territorio del comune si trova un insediamento geologico di rilevanza nazionale al confine con il comune di Vibo Valentia.

## Storia

### Simboli
Lo stemma e il gonfalone sono stati concessi con decreto del presidente della Repubblica del 27 ottobre 1965.
Il gonfalone è un drappo di azzurro.

## Società

### Evoluzione demografica
Abitanti censiti

## Amministrazione
| Periodo           | Periodo          | Primo cittadino           | Partito                          | Carica                  | Note |
| ----------------- | ---------------- | ------------------------- | -------------------------------- | ----------------------- | ---- |
| 20 novembre 1994  | 29 novembre 1998 | Antonio Giuseppe Costanzo | Partito Popolare Italiano        | sindaco                 |      |
| 29 novembre 1998  | 26 maggio 2003   | Antonio Giuseppe Costanzo | Partito Popolare Italiano        | sindaco                 |      |
| 26 maggio 2003    | 14 aprile 2008   | Carmine Mobrici           | lista civica                     | sindaco                 |      |
| 14 aprile 2008    | 29 marzo 2010    | Bruno Mobrici             | lista civica                     | sindaco                 |      |
| 29 marzo 2010     | 31 maggio 2015   | Nicola Altieri            | lista civica                     | sindaco                 |      |
| 31 maggio 2015    | 18 agosto 2023   | Francesco Mazzeo          | lista civica Cessaniti nel cuore | sindaco                 |      |
| 15 settembre 2023 | 10 giugno 2024   | Sergio Raimondo           |                                  | commissario prefettizio |      |

## Sport
Il principale impianto sportivo comunale è lo Stadio Antonio Bisogni, campo di casa delle due squadre calcistiche cittadine dell'ASD Polisportiva Cessaniti, fondata nel 2023, e dell'ASD Nuova Pannaconi, istituita nel 2024 da soci dissidenti del Cessaniti e rappresentante la frazione di Pannaconi. Entrambe militano nel campionato di Terza Categoria 2024-2025.